# Marcel Serret
Marcel Serret (Bléneau, 25 novembre 1867 – Moosch, 6 janvier 1916), est un officier général français. C'est l'un des 42 généraux français morts au combat durant la Première Guerre mondiale.

## Biographie
Né aux Luneaux dans l'Yonne, il est le fils d'un agriculteur, Émile Jean-Baptiste Serret et de Marie Louise Dieudonné.
Il intègre l'École spéciale militaire de Saint-Cyr en 1885 (promotion de l'Annam).
En 1887, il sort 29e sur 394 élèves et choisit les chasseurs à pied.
Il est nommé sous-lieutenant le 1er octobre 1887 puis lieutenant le 15 avril 1891 au 8e bataillon de chasseurs à pied.
Le lieutenant Serret intègre l'École de guerre le 1er novembre 1892. Il en sort breveté le 14 octobre 1894. Le 13 novembre 1894, il est affecté à l'état-major de l'armée. 
Il se marie à Saint-Mihiel le 26 novembre 1895 avec Émilie Marguerite Larmarque d'Arrouzat. De cette union naît une fille, Renée (1901-1976).
Il est promu capitaine le 30 décembre 1895 et intègre le 18e bataillon de chasseurs à pied le 27 février 1897.
Le capitaine Serret est mis hors-cadre pour être détaché comme officier d'ordonnance du ministère de la Guerre à partir du 14 juillet 1898.
Il est promu chef de bataillon le 25 mars 1906 au 35e régiment d'infanterie.
Il prend le commandement du 17e bataillon de chasseurs à pied le 23 juin 1908 à Rambervillers.
En 1912, il est attaché militaire, commandant les services de renseignements militaires depuis l'ambassade de France en Allemagne.

### Première Guerre mondiale
Lors de la mobilisation française, il est à Berlin.
Le 1er septembre 1914, rentré en France par le Danemark, le lieutenant-colonel Serret prend le commandement d'un groupe de trois bataillons de chasseurs.
Le 28 septembre 1914, il est promu colonel et chef d’état major du 1er corps d’armée. 

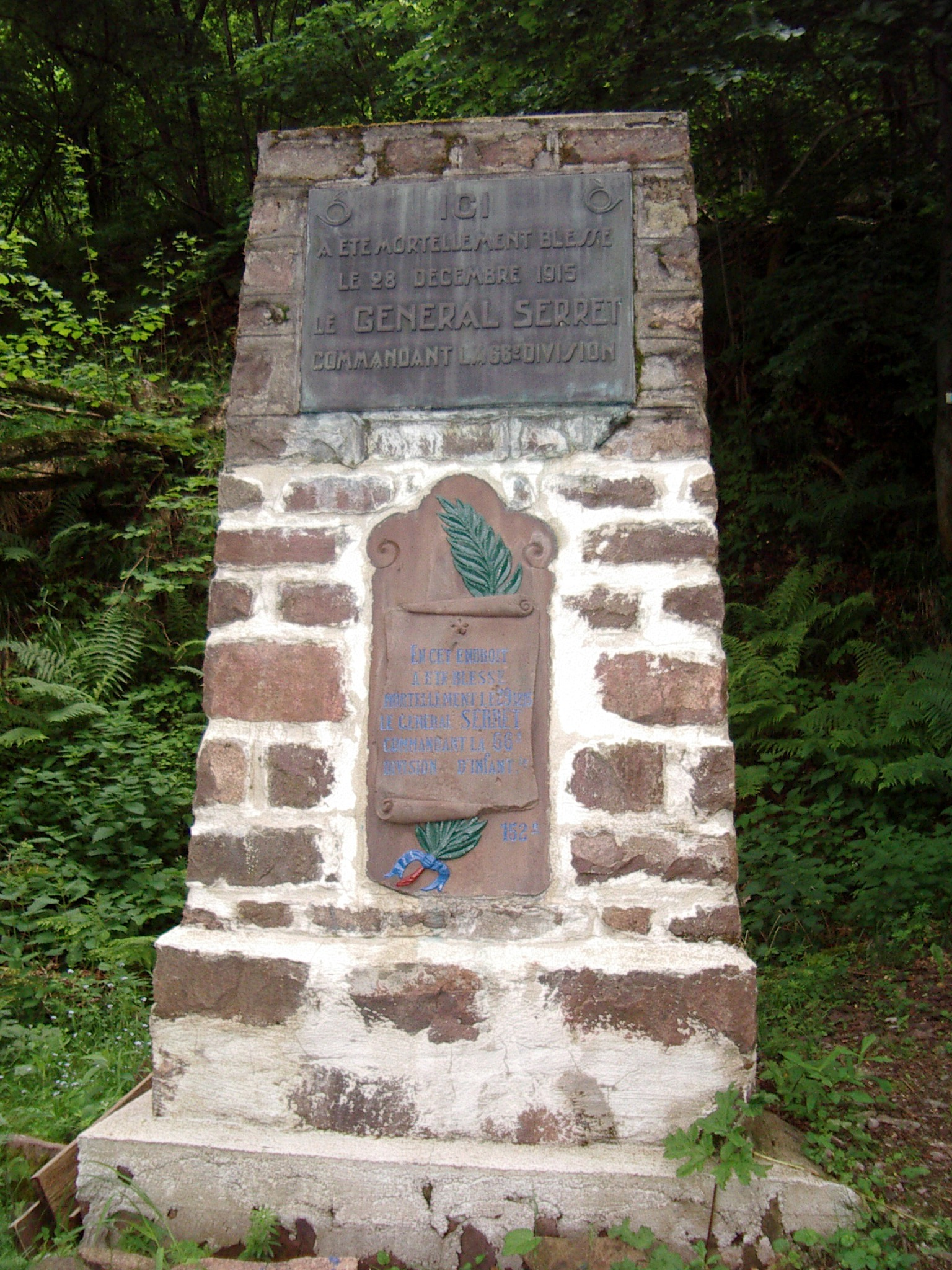
Monument élevé à la mémoire du général Serret à l'endroit où il fut mortellement blessé.

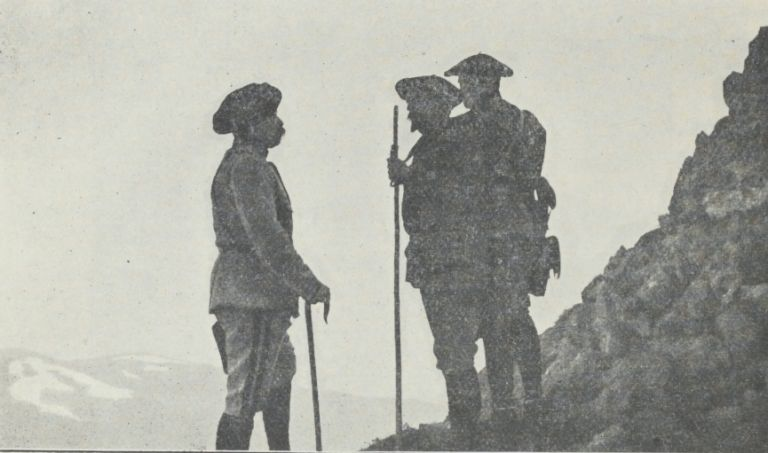
Le général Serret (gauche) au sommet du Schnepfenried mi-avril 1915.

Le 5 janvier 1915, il prend le commandement d'un groupe de cinq bataillons de chasseurs alpins (7e, 13e, 14e, 24e, 27e BCA) qui font partie de la 66e division d'infanterie (DI) du général Guerrier.
Le 29 janvier 1915, le colonel Serret est nommé général de brigade, commandant par intérim la 66e DI qui se bat à l'Hartmannswillerkopf, dans les Vosges. 

« Le 28 décembre 1915, il se produit une grande attaque sur l'Hartmannswillerkopf et le jour suivant l'ambulance 3/58 de Moosch accueille le général Serret blessé au genou. Un chirurgien de l'ambulance pratique l'amputation mais celle-ci ne semble pas faite assez haut car la gangrène continue à progresser. Il faudrait réopérer mais il est déjà trop tard et le général décédera le 6 janvier 1916. »

— Dr Paul Georges, Mémoires de jeunesse et de guerre.

Il est cité à l'ordre de l'armée :

« A conduit une série d'opérations avec une énergie magnifique et une habileté consommée. Officier général de la plus haute valeur, d'une grande bravoure, d'une activité inlassable. A montré toutes ses qualités dans la longue lutte qui s'est déroulée dans le secteur de sa division. Officier général d'une valeur exceptionnelle et de la plus haute distinction. Commande depuis plus de onze mois une division d'élite dont il a su porter le moral au degré le plus élevé par son activité de tous les instants, son ardeur guerrière, sa foi dans le succès et l'élévation de ses sentiments. A fait preuve d'une éclatante bravoure et d'une entière compréhension de ses devoirs de chef en se portant, sous un feu d'artillerie extrêmement violent, jusqu'aux tranchées de première ligne pour juger personnellement de la situation et se montrer à ses troupes. A été très grièvement blessé et amputé de la jambe droite. »

Témoignage du capitaine Manhès le 27 décembre 1915, la veille de la mort du général Serret : 

« Vers 7 h, sous la pluie du ciel et la grêle des marmites, je reconnais les emplacements de départ pour l'opération que je fais ce soir (…) Au cours de cette reconnaissance, je rencontre le général Serret, visiblement fatigué au physique comme au moral, errant comme une âme en peine, paraissant nettement chercher la marmite. Nous nous asseyons un moment au bord d'un trou d'obus et le général promène son regard sur l'effroyable tableau qui s'étend devant nous, un regard d'une indicible tristesse, désespéré. Puis il me regarde longuement et me dit simplement : « Mon pauvre petit ! ». Sa présence me cause une pénible angoisse. Nous sommes à deux pas de l'ennemi, deux pas à peine défendus, sans la moindre organisation. Je le lui ai dit et j'ajoute : "Mon général, votre place n'est pas ici, je vous en supplie, allez-vous-en ! Les Allemands attaquent sans cesse, ne leur donnez pas la joie de prendre le commandant de la 66e division. Et puis, même s'ils n'attaquent pas ou si leur attaque échoue une fois de plus, voyez cet effroyable marmitage : ne vous faites pas tuer ici où vous n'avez rien à faire ! Peuh ! La mort, il y a des moments où elle est à souhaiter, elle serait la bienvenue … Quelle aventure, mon pauvre ami, quelle terrible aventure ! - Mon général, elle était à prévoir telle. Pourquoi l'avoir engagée ? Ne croyez-vous pas que c'était pure folie ? - Eh ! oui, sans aucun doute. Mais il est si difficile d'être assuré avant l'événement du déroulement de ce dernier. La guerre comme la vie sont des choses tellement incertaines et si décevantes ! (…) Quelques minutes de silence, elles m'ont semblé des siècles. Le général me regarde dans les yeux avec une épouvantable expression d'affection intense et d'immense tristesse. Puis il hausse les épaules et avec un geste d'infinie lassitude, il se lève et s'en va lentement vers l'arrière et, à 5 ou 600 m de là, disparaît dans un boyau qui a été rétabli cette nuit. Cet homme est vraiment un beau soldat, il a une âme de feu, un cœur ardent et généreux. Qu'il est dommage que le sens du réel lui ait trop souvent manqué jusqu'à présent. »

— Pierre Manhès , Les combats héroïques du capitaine Manhès - carnets inédits d'un chasseur alpin (1915-1916).
Officier de la Légion d'honneur en juillet 1915, il est promu en janvier 1916 commandeur à titre posthume à effet du 31 décembre 1915.
Reconnu « mort pour la France », il est inhumé à la nécropole nationale de Moosch parmi 593 soldats français tués dans les combats des Hautes-Vosges.

## Décorations

### Décorations françaises
- Commandeur de la Légion d'honneur (le 31 décembre 1915, arrêté du 26 janvier 1916)
- Croix de guerre 1914–1918, palme de bronze (trois citations à l'ordre de l’armée)

### Décorations étrangères
Officier de l'ordre des Saints-Maurice-et-Lazare (Italie, 1909)

## Postérité

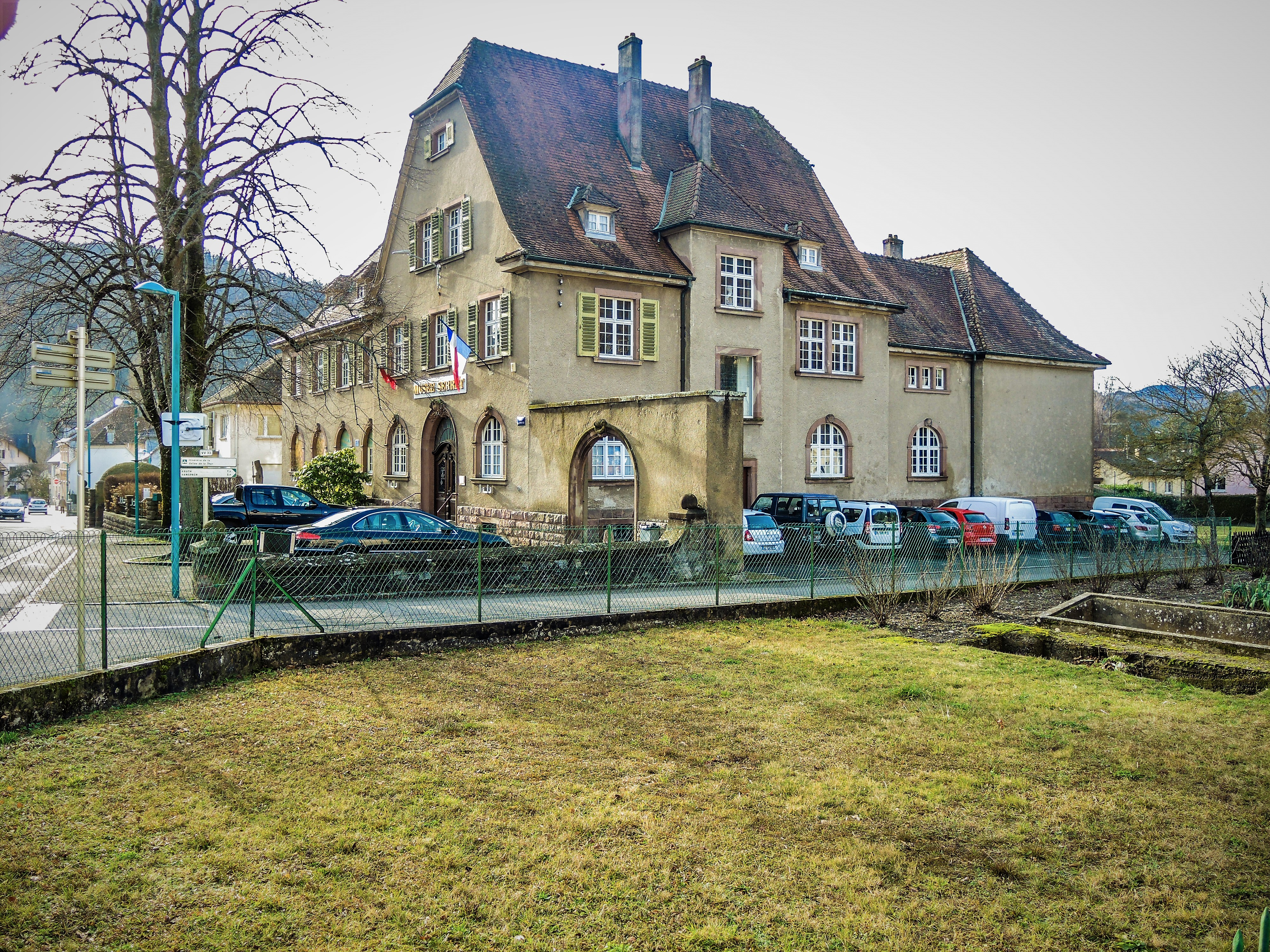
Musée Serret.

En 1919, la caserne Von Seeckt de Metz est rebaptisé en l'honneur du général Serret.
Son nom est inscrit au monument des Généraux morts au Champ d'Honneur 1914-1918 de l'église Saint-Louis à l'Hôtel des Invalides de Paris.
L'Amtsgericht de Saint-Amarin, transformé en ambulance militaire française durant la Première Guerre mondiale, est devenu le musée Serret en 1973.